# محمد إبراهيم جناتي
```
الشيخ 
محمد إبراهيم الجناتي
 مرجع دين 
شيعي
 إيراني ولد في عام (1932 م)، في مدينة 
شاهرود
.
[
1
]
[
2
]
```

## أساتذته ودراسته
عند بلوغه ست سنوات أشار عليه والده بتعلّم القرآن الكريم، وآداب اللغة الفارسية. في سن الحادية عشر التحق بمدرسة شاهرود العلمية، وأنهى خلال أربع سنوات مرحلة المقدمات وجزءاً من مرحلة السطوح. وأتم مرحلة السطوح العالية في الفقه والأصول مضافاً إلى كتاب المنظومة للسبزواري وهو لم يكمل الثامنة عشر من عمره. ولمواصلة دراسته الحوزوية هاجر إلى مدينة مشهد، ونهل من علوم أساتذتها البارزين. وبعد مدة هاجر إلى مدينة قم، وحضر دروس بحوث الخارج في الفقه لالبروجردي وعلم الأصول للإمام الخميني.
ثم هاجر إلى مدينة النجف وأقام فيها مدة خمسة وعشرين عاماً قضاها في حضور دروس الآيات العظام: الشاهرودي والحكيم والشيرازي والحلي والزنجاني والخوئي.

## نشاطاته ومؤلفاته
كان الجناتي وبالإضافة إلى حضوره حلقات الدروس العالیة في النجف يقوم بتدريس الکتب العمیقة کالرسائل وشرح اللمعة. وقد خصص جزءاً من وقته للتأليف والتصنيف. كما قام بتدريس طلاب مرحلة السطح كل من کتاب الرسائل والمكاسب والكفاية لمدة ثلاث دورات. وفي السنوات الأخيرة من إقامته في مدينة النجف قام بتدريس بحوث الخارج في الأصول بمدرسة الآخوند الخراساني. وقد أنهی تأليف كثير من الكتب ومن جملتها تقريرات بحوث الخارج للشاهرودي.
بعد عودته إلى إيران سنة (1979 م) أقام في مدينة قم مستمراً على نهجه في التدريس والتأليف وكتابة المقالات العلمية.
وكان يدرس - ولا يزال - طلاب بحوث الخارج في الفقه والأصول بشكله التقليدي في الحوزة، وكذلك الفقه والأصول وعلوم القرآن وعلوم الحديث، بشكلها المقارن في مدينة قم.
ويعتبر من أول الشخصيات العلمية في مدينة قم الذين يقومون بتدريس الفقه والأصول وعلوم الحديث وعلوم القرآن بصورة مقارنة من وجهة نظر اثنين وعشرين مذهب إسلامي، من مائة وثمانية وثلاثين رأياً فقهياً وردت في تاريخ الفقه الإسلامي.
وهي:
مذهب الإمامية، الحنفية، المالكية، الشافعية، الحنبلية، الزيدية، الاباضية، الظاهرية، الأوزاعية، الثورية، الليثية، الراهوية، النخعية، التميمية، الطبرية، الجبيرية، الكلابية، الشبرمية، مذهب ابن أبي ليلى، الزهرية، العيينية، والجريحية.
وتم طبع هذه الدروس ضمن المجموعات الآتية:
الفقه المقارن، مصادر الاجتهاد، مراحل الاجتهاد، مراحل الفقه ومناسك الحج طبق المذاهب الإسلامية.
وقسم من هذه المجاميع تحت الطبع مثل:
علوم الحديث وعلوم القرآن طبقاً للمذاهب الإسلامية.
وجدير بالذكر أن مؤلفاته وآرائه العلمية تم طبعها وشرحها في عشرات الكتب، ومئات المقالات، وكذلك اللقاءات التي كان يجريها في داخل وخارج إيران، بلغات العالم المختلفة.
وللجناتي نشاطات وخدمات كثيرة داخل إيران وخارجها، حيث اشترك في كثير من المؤتمرات والندوات، وألقى فيها كثيراً من المحاضرات، وأجرى لقاءات عدیدة مع المجلات المحلية والأجنبية، واستطاع من خلالها توضيح آرائه ونظرياته وفتاواه بشكل مفصل. ومن تلك المحاضرات والمقالات العلمية التي ألقاها في مراكز المدن والجامعات غير الإيرانية، نذكر على سبيل المثال:
1. ملتقى (مكانة العقل في النصوص المقدسة)، في جامعة برمنكهام.
2. ندوة (معرفة الشيعة بين الأمس واليوم)، في جامعة إسطنبول.
3. ملتقى (الفقه المقارن وطرق الاجتهاد)، في جامعة دمشق.
4. مؤتمر (المذاهب الإسلامية) ومؤتمر (الحج)، في مكة المكرمة والمدينة المنورة.
بالإضافة إلى ذلك قامت كثير من الصحف والمجلات المختلفة بنشر آراءه وفتاواه، ونذكر على سبيل المثال الصحف الفارسية منها:
كيهان، اطلاعات، إيران، أبرار، قدس، رسالت، بعثت، سلام، جهان إسلام، كيهان هوائي، زن، همشهري، تهران تايمز، كيهان أنديشة، كيهان فرهنكي، زنان، ميراث جاويدان، زائر، ميقات حج، أنديشة حوزة مشهد، فرزانة، نور علم، تبيان، أدبستان، كوثر، بيك ياران، ماهان، إيران جوان، سروش، آئينة، آئينة سخن، وغيرها.
أما الصحف العربية فنذكر منها:
العدل، صوت الإسلام، الثقافة الإسلامية، الفكر الإسلامي، التوحيد، المبلّغ الرسالي، وغيرها.
كما قام الجناتي بالبحث المستمر والتحقيق في كثير من المسائل المستحدثة، مراعياً فيها شروط الزمان والمكان والعرف وحاجة المجتمع على أساس القواعد الفقهية وأصول الاستنباط وطرحها في المحافل العلمية والمراكز الثقافية وتمَّ نشرها في وسائل الإعلام. ولا زال سماحته على هذه الشاكلة في مدينة قم كما كان في مدينة النجف ضمن مجموعة المجتهدين البارزين ينير الدرب للباحثين والمحققين في عالم الفقه والفقاهة.
وآثاره العلمية تشهد على ذلك نذكر منها ما يلي:
دور الزمان والمكان في الاجتهاد، الطهارة المطلقة لجميع البشر، حلیة ذبح أهل الكتاب، جواز الميقات من أدنى الحل، جواز عمل التماثيل للأغراض الفنّية، عدم تحديد سن البلوغ للبنات (العلامة الوحيدة هي العادة الشهرية)، بالإضافة إلى آرائه في خصوص مسائل الموسيقى والفن والحجاب وغيرها.
ومن الأمور التي تميَّز بها رسالته الإجتهادیة (توضيح المسائل) التي ورد فيها أكثر من ثلاث آلاف مسألة، معتمداً باجتهاده الدقیق على العناصر الأصلية للاستنباط وقد استطاع أن يتجاوز أكثر من مائة احتياط قال به المجتهدون الآخرون في رسائلهم العملية، وأن يعطي رأيه القطعي الصريح في كل منها.
كما أن كتابه (مناسك الحج) الذي احتوى على أكثر من (1400) مسألة اُعتبر من أكبر وأكمل الكتب المطبوعة في مجال مناسك الحج حتى الآن.